# Virgin Killer Tour
Virgin Killer Tour es la cuarta gira de conciertos de la banda alemana de hard rock y heavy metal Scorpions, en promoción al álbum Virgin Killer de 1976. Comenzó el 2 de octubre de 1976 en el festival First Dortmunder Rock Dreams de Dortmund, Alemania Occidental y culminó el 5 de mayo de 1977 en el recinto Sound Circus de Londres, Inglaterra. Gracias a esta gira, la banda tocó por primera vez en Escocia.

## Antecedentes
La gira comenzó el 2 de octubre de 1976, una semana antes del lanzamiento del disco Virgin Killer, en el festival First Dortmunder Rock Dreams de Dortmund. Liderado por Rainbow, este evento contó con más de diez bandas, entre ellas Scorpions, Golden Earring, Procol Harum y Quicksilver Messenger Service. Durante octubre, Scorpions dio nueve conciertos en Alemania Occidental y dos en Francia; de hecho, en el último de los eventos franceses la banda compartió con UFO y Boogaloo Band. Posteriormente, durante todo noviembre estuvieron de gira por Inglaterra y se presentaron por primera vez en Escocia, con un espectáculo en Aberdeen (13 de noviembre) y otro en Glasgow (18 de noviembre). El último concierto de 1975 aconteció el 4 de diciembre en Zweibrücken (Alemania Occidental). 
El 5 de enero de 1977 en Kiel comenzó la segunda sección de la gira, que durante todo el mes de enero Scorpions tocó en decenas de ciudades de su propio país. Después de una pausa de algunos días, el 19 de febrero en la ciudad belga de Harelbeke se dio inicio al tercer y último tramo del tour. De estas presentaciones destacó sus participaciones en el festival The Great Easter Rock 'n Blues Experience '77 dados en Múnich (9 de abril) y Dortmund (10 de abril), en donde compartieron escenario con Status Quo —líderes del cartel— The Small Faces, John Mayall, Dr. Feelgood, Harry Chapin, Supercharge y Banco. Desde el 22 de abril hasta el 5 de mayo la banda realizó doce espectáculos en Inglaterra. De hecho, la gira culminó el 5 de mayo de 1977 en Londres. Esta fue la última gira con el baterista Rudy Lenners, que dejó la banda una vez que terminaron las presentaciones.

## Lista de canciones
Para esta gira, la banda tocó dos listas de canciones principales. La primera, interpretada en la primera sección de 1976, presentó por primera vez a «All Night Long» como la canción de apertura, se interpretó solo «Pictured Life» y «Catch Your Train» del disco Virgin Killer y fue incluida una versión de «Red House» de The Jimi Hendrix Experience, tal como se había hecho en las giras anteriores. Más tarde, antes de terminar las fechas de 1976, se agregó el tema «Polar Nights». Para las presentaciones de 1977 se sumaron «Backstage Queen», «Hell Cat», las versiones de «Hound Dog» y «Long Tall Sally», y un solo de guitarra de Uli Jon Roth. A continuación, las listas de canciones interpretadas en Zweibrücken (Alemania Occidental) y en Middlesbrough (Inglaterra).
1. «All Night Long»
2. «Pictured Life»
3. «Polar Nights»
4. «Red House» cover de The Jimi Hendrix Experience
5. «In Trance»
6. «In the Search of Peace of Mind»
7. «Fly to the Rainbow»
8. «Rock 'n' Roll Queen»
9. «Catch Your Train»
10. «Jam»
11. «Speedy's Coming»

1. «All Night Long»
2. «Pictured Life»
3. «Backstage Queen»
4. «They Need a Million»
5. «Polar Nights»
6. «In Trance»
7. «Fly to the Rainbow»
8. «Jam»
9. «Let the Good Times Roll» cover de Louis Jordan
10. «Rock 'n' Roll Queen»
11. «Catch Your Train»
12. «Top of the Bill»
13. «Hound Dog» cover de Big Mama Thorton
14. «Long Tall Sally» cover de Little Richard

## Fechas

### Fechas de 1976
| Fecha           | País                | Ciudad         | Recinto/Festival             |        |
| Europa          | Europa              | Europa         | Europa                       | Europa |
| --------------- | ------------------- | -------------- | ---------------------------- | ------ |
| 2 de octubre    | Alemania Occidental | Dortmund       | First Dortmunder Rock Dreams |        |
| 5 de octubre    | Alemania Occidental | Essen          | Jugendzentrum                |        |
| 9 de octubre    | Alemania Occidental | Bremerhaven    | desconocido                  |        |
| 14 de octubre   | Alemania Occidental | Rendsburg      | Nordmarkhalle                |        |
| 15 de octubre   | Alemania Occidental | Osnabrück      | Halle Gartlage               |        |
| 16 de octubre   | Alemania Occidental | Oldemburgo     | Weser Ems Halle              |        |
| 17 de octubre   | Alemania Occidental | Cloppenburg    | Münsterlandhalle             |        |
| 23 de octubre   | Alemania Occidental | Moers          | Scala                        |        |
| 28 de octubre   | Francia             | París          | Théâtre de la Mutualité      |        |
| 29 de octubre   | Francia             | El Havre       | 1° Festival Pop Du Havre     |        |
| 31 de octubre   | Alemania Occidental | Coburgo        | Stadthalle                   |        |
| 4 de noviembre  | Inglaterra          | Birkenhead     | Mr Digby's                   |        |
| 6 de noviembre  | Inglaterra          | Bristol        | Granary Club                 |        |
| 7 de noviembre  | Inglaterra          | Nottingham     | Boat Club                    |        |
| 8 de noviembre  | Inglaterra          | Mansfield      | Golden Diamond               |        |
| 11 de noviembre | Inglaterra          | Mánchester     | The Electric Circus          |        |
| 12 de noviembre | Inglaterra          | Stoke-on-Trent | Coll. of Ed.                 |        |
| 13 de noviembre | Escocia             | Aberdeen       | Universidad de Aberdeen      |        |
| 17 de noviembre | Inglaterra          | Birmingham     | Bogart's                     |        |
| 18 de noviembre | Escocia             | Glasgow        | Universidad de Strathclyde   |        |
| 19 de noviembre | Inglaterra          | Warrington     | Warrington Odeon             |        |
| 20 de noviembre | Inglaterra          | Wigan          | Wigan Casino                 |        |
| 21 de noviembre | Inglaterra          | Londres        | Club Marquee                 |        |
| 23 de noviembre | Inglaterra          | Accrington     | Accrington Town Hall         |        |
| 4 de diciembre  | Alemania Occidental | Zweibrücken    | Festhalle                    |        |

### Fechas de 1977
| Fecha         | País                | Ciudad              | Recinto/Festival    |           |
| Europa II     | Europa II           | Europa II           | Europa II           | Europa II |
| ------------- | ------------------- | ------------------- | ------------------- | --------- |
| 5 de enero    | Alemania Occidental | Kiel                | desconocido         |           |
| 6 de enero    | Alemania Occidental | Hamburgo            | Musikhalle          |           |
| 8 de enero    | Alemania Occidental | Stolberg            | Stadthalle          |           |
| 9 de enero    | Alemania Occidental | Singen              | Scheffelhalle       |           |
| 11 de enero   | Alemania Occidental | Maguncia            | Eltzer Hof          |           |
| 12 de enero   | Alemania Occidental | Darmstadt           | Sporthalle          |           |
| 13 de enero   | Alemania Occidental | Stuttgart           | Gustav Siegle Haus  |           |
| 14 de enero   | Alemania Occidental | Göppingen           | Voralbhalle         |           |
| 15 de enero   | Alemania Occidental | Pforzheim           | Schwarzwaldhalle    |           |
| 16 de enero   | Alemania Occidental | Rottweil            | Stadionhalle        |           |
| 17 de enero   | Alemania Occidental | Coblenza            | Rhein Mosel Halle   |           |
| 18 de enero   | Alemania Occidental | Kaiserslautern      | Fruchthalle         |           |
| 19 de enero   | Alemania Occidental | Saarbrücken         | ATSV Halle          |           |
| 22 de enero   | Alemania Occidental | Langdorf            | Volkshalle          |           |
| 25 de enero   | Alemania Occidental | Mannheim            | Rosengarten         |           |
| 26 de enero   | Alemania Occidental | Colonia             | Audiomax            |           |
| 27 de enero   | Alemania Occidental | Mönchengladbach     | Stadtaula           |           |
| 28 de enero   | Alemania Occidental | Hannover            | Niedersachsenhalle  |           |
| 29 de enero   | Alemania Occidental | Recklinghausen      | Vestlandhalle       |           |
| 30 de enero   | Alemania Occidental | Mülheim an der Ruhr | Stadthalle          |           |
| Europa III    |                     |                     |                     |           |
| 19 de febrero | Bélgica             | Harelbeke           | Ontmoetingcentrum   |           |
| 24 de febrero | Alemania Occidental | Berlín              | Kant-Kino           |           |
| 26 de febrero | Alemania Occidental | Otterberg           | Ottersbergerhof     |           |
| 1 de marzo    | Alemania Occidental | Offenbach del Meno  | Stadthalle          |           |
| 3 de marzo    | Alemania Occidental | Bad Mergentheim     | Festhalle           |           |
| 11 de marzo   | Suiza               | Zúrich              | Swiss Studio TV     |           |
| 12 de marzo   | Francia             | Mulhouse            | Palais des Fêtes    |           |
| 24 de marzo   | Alemania Occidental | Bremerhaven         | Stadthalle          |           |
| 1 de abril    | Países Bajos        | Ámsterdam           | Paradiso            |           |
| 9 de abril    | Alemania Occidental | Múnich              | Olympiahalle        |           |
| 10 de abril   | Alemania Occidental | Dortmund            | Westfalenhalle      |           |
| 15 de abril   | Países Bajos        | Utrecht             | Tivoli              |           |
| 18 de abril   | Países Bajos        | Ámsterdam           | Paradiso            |           |
| 22 de abril   | Inglaterra          | Mánchester          | The Electric Circus |           |
| 23 de abril   | Inglaterra          | Wakefield           | Wakefield College   |           |
| 24 de abril   | Inglaterra          | Wigan               | Wigan Casino        |           |
| 25 de abril   | Inglaterra          | Burnley             | Cat's Whiskers      |           |
| 26 de abril   | Inglaterra          | Birmingham          | Barbarella's        |           |
| 27 de abril   | Inglaterra          | Londres             | Sound Circus        |           |
| 29 de abril   | Inglaterra          | Middlesbrough       | Rock Garden         |           |
| 30 de abril   | Inglaterra          | Londres             | Bolton University   |           |
| 1 de mayo     | Inglaterra          | Sheffield           | Top Rank Suite      |           |
| 2 de mayo     | Inglaterra          | Doncaster           | Outlook Club        |           |
| 3 de mayo     | Inglaterra          | Brighton            | Top Rank            |           |
| 5 de mayo     | Inglaterra          | Londres             | Sound Circus        |           |

## Músicos
- Klaus Meine: voz
- Rudolf Schenker: guitarra rítmica y coros
- Uli Jon Roth: guitarra líder, coros y voz
- Francis Buchholz: bajo
- Rudy Lenners: batería